# 2022年希塔昆達火災
2022年6月4日晚上，孟加拉国吉大港縣希塔昆达的一个集装箱倉庫发生火灾並爆炸，結果造成至少49人死亡，450多人受伤。 遇难者中有5人是消防员，受伤者中有21名是消防员。许多尸體被严重燒焦，因此這些尸體需要进行DNA比對才能确定他们的身份。孟加拉国消防部门负责人表示，由於仓库中有过氧化氢，因而火势難以很快控制。